# Lux
Lux-ul este unitatea de măsură care reprezintă gradul de iluminare a unei suprafețe în sistemul internațional de unități. Un grad de iluminare de un lux este atunci când un flux luminos de un lumen (lm) se distribuie uniform pe o suprafață de un metru pătrat.
Simbolul luxului este lx.